# Liparis maculatus
Liparis maculatus är en fiskart som beskrevs av Krasyukova, 1984. Liparis maculatus ingår i släktet Liparis och familjen Liparidae. Inga underarter finns listade i Catalogue of Life.